# Strażnica WOP Huta Polańska
Strażnica Wojsk Ochrony Pogranicza Huta Polańska – zlikwidowany podstawowy pododdział Wojsk Ochrony Pogranicza pełniący służbę graniczną na granicy polsko-czechosłowackiej.

## Formowanie i zmiany organizacyjne
Strażnica WOP Huta Polańska została sformowana w czasie organizacji 1 Brygady WOP.
W 1952, w związku z rozformowaniem 1 Brygady WOP w Krośnie, odcinek i pododdziały przejęła 26 Brygada WOP w Przemyślu. W miejscu postoju rozformowanej brygady sformowano 265 batalion WOP Krosno, któremu podporządkowano 7 strażnic w tym strażnicę w Hucie Polańskiej, która miała numer 177 w skali kraju.
Od 15 marca 1954 wprowadzono nową numerację strażnic, strażnica WOP Huta Polańska III kategorii otrzymała numer 177 w skali kraju, w strukturach 265 batalionu WOP.

## Strażnice sąsiednie
- 176 strażnica OP Barwinek ⇔ 178 strażnica OP Ożenna − 1950
- 176 strażnica WOP Barwinek kat. III ⇔ 178 strażnica WOP Ożenna kat. II − 15.03.1954.